# Hymenasplenium excisum
Hymenasplenium excisum är en svartbräkenväxtart som först beskrevs av Karel Presl, och fick sitt nu gällande namn av S.Linds. Hymenasplenium excisum ingår i släktet Hymenasplenium och familjen Aspleniaceae. Inga underarter finns listade.